# Kostel svatého Václava (Nová Ves I)
Filiální Kostel svatého Václava v Nové Vsi I na Kolínsku leží na návsi, v sousedství silnice I/38.
Je chráněn jako kulturní památka České republiky

## Historie
První zmínka je o faře a to poprvé z roku 1352, od roku 1290 patřil k Sedleckému klášteru. Později se stal utrakvistickým. Roku 1626 byl přifařen ke Kolínu. V dalších letech se stal několikrát farním kostelem, nyní je pod správou kolínské farnosti. V roce 1835 byla celá loď stržena a zvětšena, následně v roce 1884 byl kostel znovu a nákladně ozdobmě přestavěn a zůstalo jen kněžiště. Kostel je nyní po opravě fasády a v roce 2008 byla zahájena oprava vnitřní výzdoby kostela.

## Popis
Kostel je jednolodní, obdélný s pravoúhlým kněžištěm a mohutnou hranolovou věží nad ním. Na severní straně lodi je čtvercová sakristie. Zdivo kněžiště a věže je původní, ve východní stěně se dochovalo zazděné gotické okno ze 14. století se zbytky kružeb. Kněžiště je sklenuto těžkou křížovou žebrovou klenbou na konzolách, na svorníku ušlechtilý reliéf Beránka s křížem z doby kolem roku 1400. Triumfální oblouk je hrotitý, bohatě profilovaný. Loď kostela má plochý strop. Varhany pochází z roku 1909 od Antona Mölzera z Kutné Hory, opravené v roce 2012.
Okolo kostela stojí již dříve zrušený hřbitov.

## Galerie

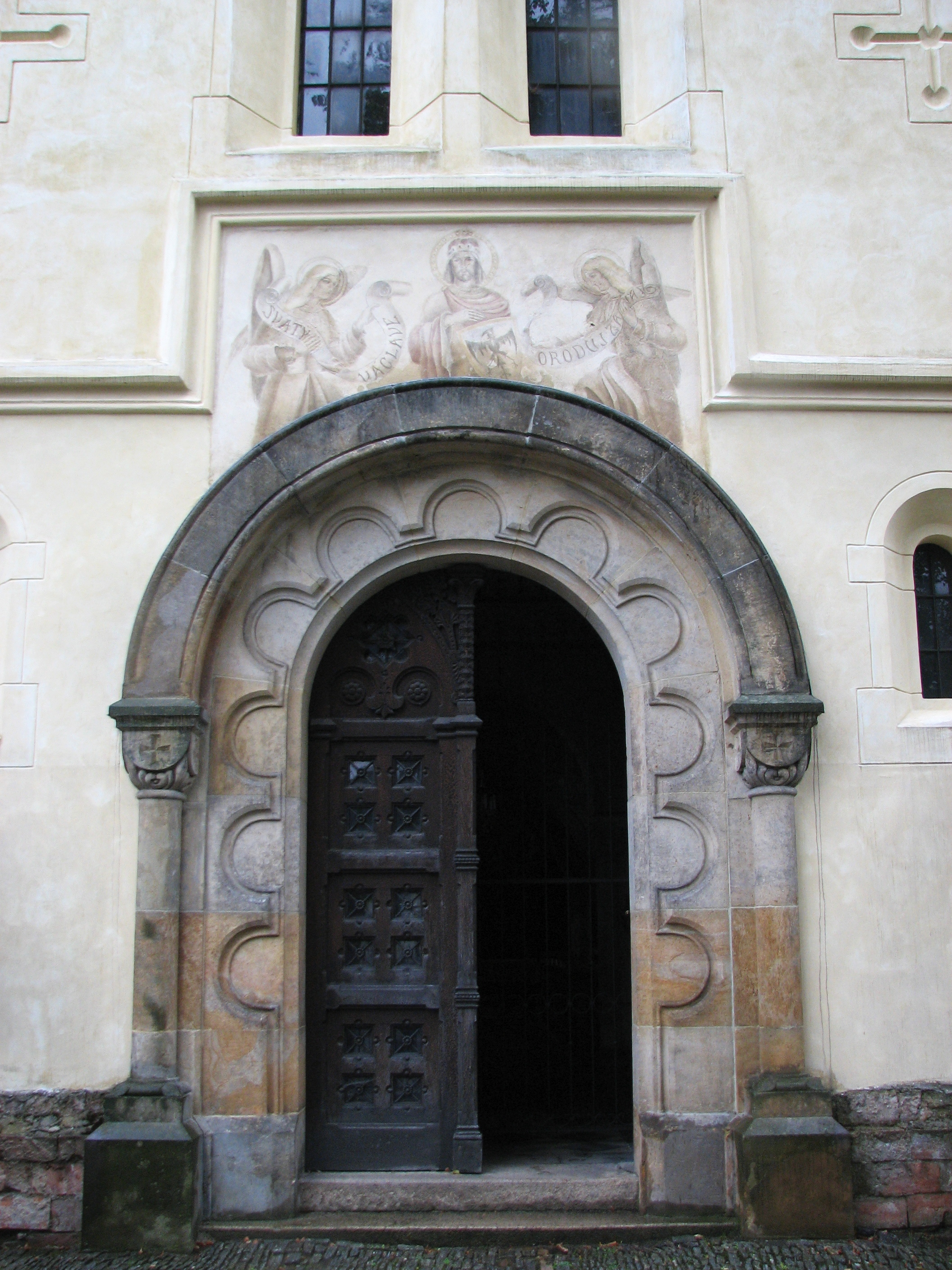
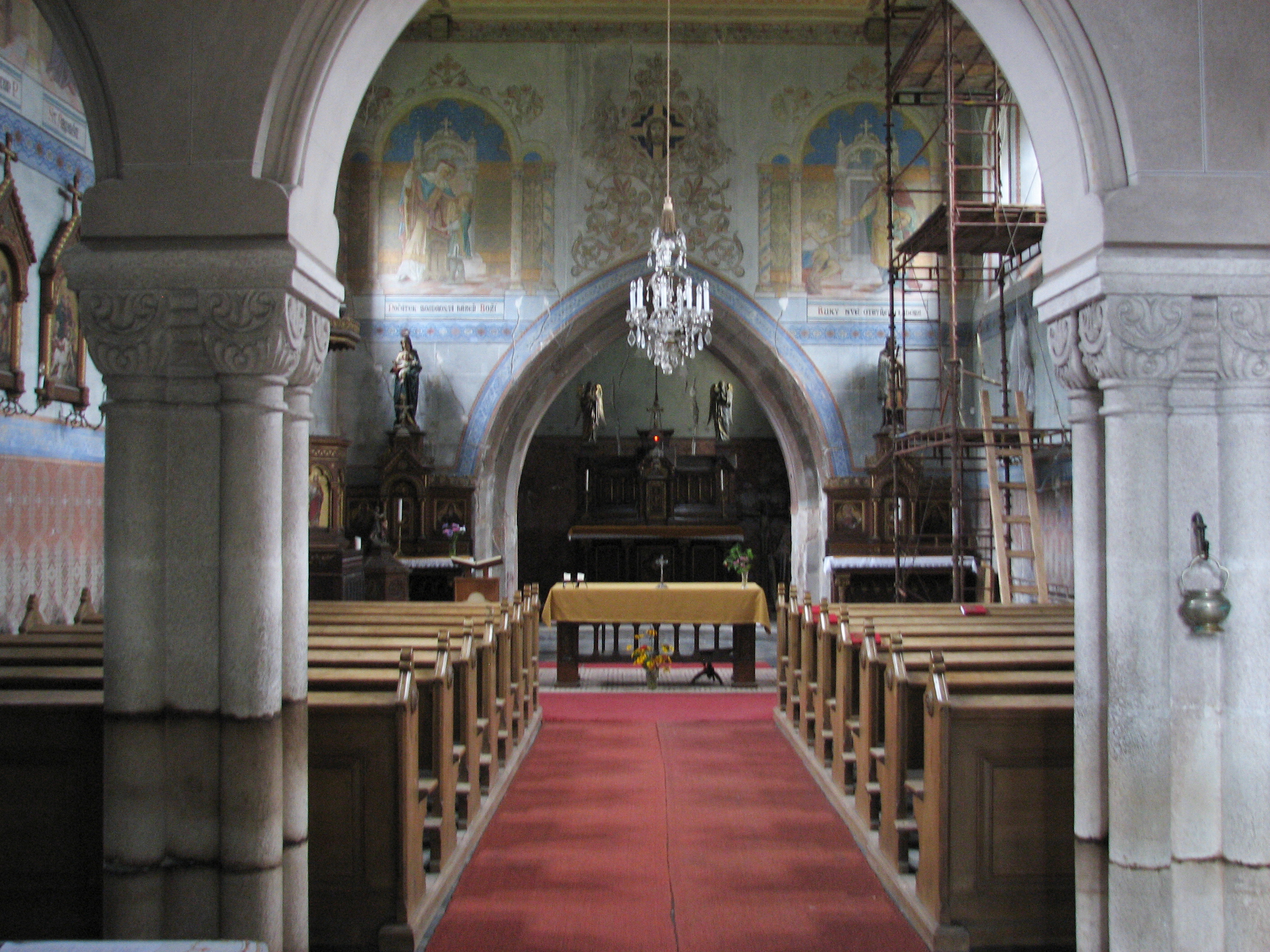
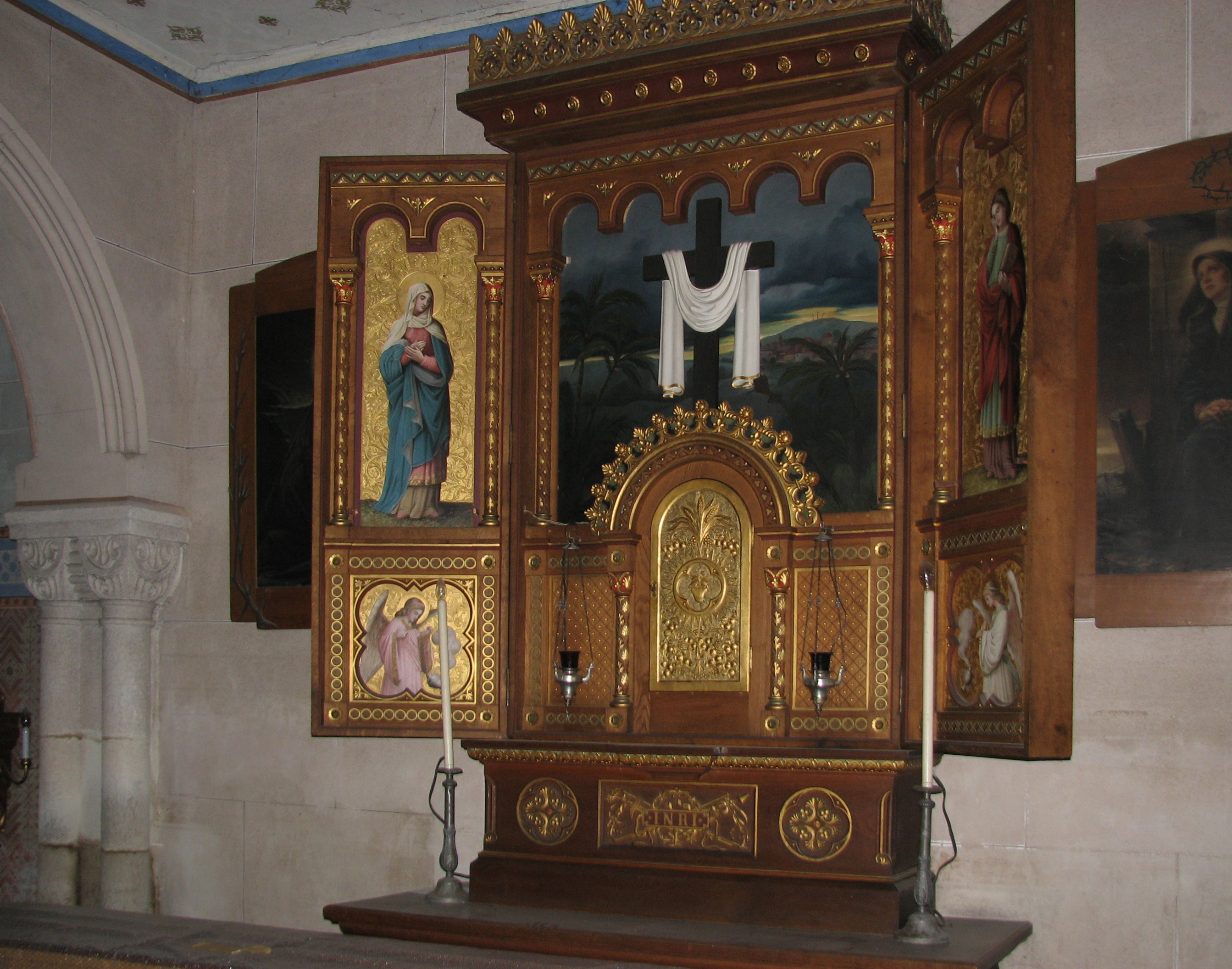